# زیر (فیلم ۱۹۹۵)
زیر یا زیرین (به انگلیسی: The Underneath) فیلمی محصول سال ۱۹۹۵ و به کارگردانی استیون سودربرگ است. در این فیلم بازیگرانی همچون پیتر گلگر، آلیسون الیوت، ویلیام فیکنر، آدام ترسی، جو دان بیکر، پال دولی، شلی دووال، الیزابت شو، آنجانته کامر، هری گواز و ریچارد لینکلیتر ایفای نقش کرده‌اند.